# Gobierno regional de Tacna
El gobierno regional de Tacna es el órgano con personalidad jurídica de derecho público y patrimonio propio, que tiene a su cargo la administración superior del departamento de Tacna, Perú, y cuya finalidad es el desarrollo social, cultural y económico. Tiene su sede en la capital regional, la ciudad de Tacna.
Está constituido por el gobernador regional y el consejo regional.

## Gobernadora regional
El órgano ejecutivo está conformado por:
- Gobernador regional: Luis Ramón Torres Robledo

## Gerencia regional
Desde el 1 de enero de 2023 el órgano administrativo está conformado por:
- Gerencia general regional: Jaime Carpio Camacho
- Gerencia regional de planeamiento, presupuesto y acondicionamiento territorial: Michel Tejada Güiza
- Gerencia regional de infraestructura: Percy Álvarez Melchor
- Gerencia regional de desarrollo económico: José Luis Fuentes Cáceres
- Gerencia regional de desarrollo social: Julio Aguilar Vilca
- Gerencia regional de recursos naturales y gestión del medio ambiente: Rubén Solís Palacios
- Gerencia general del proyecto especial Tacna: Carlos Hurtado Aspilcueta

## Consejo regional
El consejo regional es un órgano de carácter normativo, resolutivo y fiscalizador, dentro del ámbito propio de competencia del gobierno regional, encargado de hacer efectiva la participación de la ciudadanía regional y ejercer las atribuciones que la Ley Orgánica de Gobiernos Regionales del Perú respectiva le encomienda.
Está integrado por 9 consejeros elegidos por sufragio universal en votación directa, de cada una de las 3 provincias del departamento. Su periodo es de 4 años en sus cargos. 

### Listado de consejeros regionales[2]
| # | Provincia                                      | Provincia     | Partido                                        | Consejero                          |
| - | ---------------------------------------------- | ------------- | ---------------------------------------------- | ---------------------------------- |
| 1 |                                                | Candarave     | Banderas Tacneñistas                           | Mario Genaro Copa Conde            |
| 2 |                                                | Jorge Basadre | Alianza para el Progreso                       | Edilberto Artemio Parihuana Mamani |
| 2 | Movimiento Independiente Regional Fuerza Tacna | Jorge Basadre | José Luis Antonio Málaga Cutipe                |                                    |
| 3 |                                                | Tacna         | Acción por la Unidad Tacna                     | Alberto Avelino García Lévano      |
| 3 | Movimiento Independiente Regional Fuerza Tacna | Tacna         | Dany Luz Salas Ríos                            |                                    |
| 3 | Banderas Tacneñistas                           | Tacna         | Luz Delia Huancapaza Cora                      |                                    |
| 3 | Frente Esperanza por Tacna                     | Tacna         | Jesús Chambi Flores                            |                                    |
| 4 |                                                | Tarata        | Movimiento Independiente Regional Fuerza Tacna | Iván Jhony Copaja Aguilar          |
| 4 | Frente Esperanza por Tacna                     | Tarata        | Arnold Elvis Condori Cutipa                    |                                    |